# Ablujvara
Ablujvara (en georgiano: აბლუხვარა; en armenio: Աբլուխվարա) o Ablijuara (en abjasio: Аблыхәара, romanizado: Ablyjuara) es una aldea que pertenece a la parcialmente reconocida República de Abjasia, parte del distrito de Gulripshi, aunque de iure pertenece al municipio de Gulripshi de la República Autónoma de Abjasia de Georgia.

## Geografía
Ablujvara se encuentra en las estribaciones de los montes de Abjasia, cerca de la cabecera del río Shchcha. La aldea se encuentra a 38 km de Gulripshi y se administra desde el pueblo de Tsebelda. 

## Historia
El pueblo fue fundado en la década de 1890 por armenios que emigraron de Trebisonda y Jannik. 

## Demografía
La evolución demográfica de Ablujvara entre 1959 y 1989 fue la siguiente:
| 227                                                 | 35 |
| (Fuente: Population of Abkhazia since Soviet times) |    |

Antes de la guerra de Abjasia, la mayoría de la población local eran armenios.